# 2009 în informatică
- 2008 în informatică — 2009 în informatică — 2010 în informatică

2009 în informatică a însemnat o serie de evenimente noi notabile:

## Premiul Turing
- Charles P. Thacker